# Матье I (граф Нанта)
Матье I (фр. Mathias Ier, брет. Mazheaz Iañ; умер в 1051) — граф Нанта с 1037 или 1038 года.

## Биография
Матье I стал графом Нанта после смерти своего отца Будика в 1037 или 1038 году.
Епископ Нанта Готье II (1005—1041), воспользовавшись тем, что граф Матье I был ещё молод, назначил в качестве преемника своего старшего сына Будика, получившего образование в Сен-Мартин-де-Тур. Таким образом Готье хотел установить в Нантской епархии наследственную передачу кафедры среди членов своей семьи, подобно тому, как было в это же время в Кемперском и Реннском епископствах. После смерти отца 15 октября 1041 года, Будик попытался вступить во владение епархией, но встретил отпор со стороны Матье I. Однако новому епископу удалось переубедить графа посредством выплаты большой денежной суммы. В 1049 году епископ Будик был обвинён в симонии и осуждён папой римским Львом IX и состоявшимся в Ренне поместным собором, после чего 3 октября того же года вынужден был покинуть нантскую кафедру.
Граф Матье I скончался через два года. Так как он не имел детей, графство Нант перешло к его тётке Юдит, жене графа Корнуая Алена.